# VALE TUDO JAPAN OPEN 1995
VALE TUDO JAPAN OPEN 1995（バーリ・トゥード・ジャパン・オープン 1995）は、日本の総合格闘技団体「VALE TUDO JAPAN」の大会の一つ。1995年4月20日、東京都千代田区の日本武道館で開催された。

## 大会概要
柔術家のヒクソン・グレイシー、シューティング王者の中井祐樹、空手家のジェラルド・ゴルドー、リングスの山本宜久、WCWのクレイグ・ピットマンなど様々な格闘家が出場した。

## 試合結果
第1試合 VALE TUDO JAPAN OPEN 1995 1回戦 8分無制限R
○  クレイグ・ピットマン vs.  ウェイン・エモンズ ×
1R 2:12 肩固め
※ピットマンが準決勝進出。
第2試合 VALE TUDO JAPAN OPEN 1995 1回戦 8分無制限R
○  中井祐樹 vs.  ジェラルド・ゴルドー ×
4R 2:41 ヒールホールド
※中井が準決勝進出。
第3試合 VALE TUDO JAPAN OPEN 1995 1回戦 8分無制限R
○  トド・ヘイズ vs.  木村浩一郎 ×
1R 2:55 フロントスリーパーホールド
※ヘイズの負傷棄権により木村が敗者復活戦進出。
第4試合 VALE TUDO JAPAN OPEN 1995 1回戦 8分無制限R
○  ヒクソン・グレイシー vs.  山本宜久 ×
3R 3:49 スリーパーホールド
※ヒクソンが準決勝進出。
第5試合 スペシャルワンマッチ 8分無制限R
○  川口健次 vs.  トミー・ウォーキングスティック ×
1R 6:29 腕ひしぎ十字固め
第6試合 VALE TUDO JAPAN OPEN 1995 準決勝 8分無制限R
○  中井祐樹 vs.  クレイグ・ピットマン ×
2R 7:30 腕ひしぎ十字固め
※中井が決勝進出。
第7試合 スペシャルワンマッチ 8分無制限R
○  エンセン井上 vs.  レネ・ローゼ ×
1R 6:41 スリーパーホールド
第8試合 VALE TUDO JAPAN OPEN 1995 敗者復活戦 8分無制限R
○  木村浩一郎 vs.  ウェイン・エモンズ ×
1R 6:41 フロントフェイスロック
※木村が準決勝進出。
第9試合 VALE TUDO JAPAN OPEN 1995 準決勝 8分無制限R
○  ヒクソン・グレイシー vs.  木村浩一郎 ×
1R 2:07 スリーパーホールド
※ヒクソンが決勝進出。
第10試合 VALE TUDO JAPAN OPEN 1995 決勝戦 8分無制限R
○  ヒクソン・グレイシー vs.  中井祐樹 ×
1R 6:22 スリーパーホールド
※ヒクソンがトーナメント優勝。